# Castle Island (Bahamas)
Castle Island est une petite île qui fait partie de l'île d'Acklins aux Bahamas. Elle est à proximité de sa pointe sud-ouest. Elle est située à 400 km au sud-est de Nassau.
Castle Island est une île plate dont le point culminant est de 11 mètres. Elle couvre une superficie d'environ 2,3 kilomètres carrés et mesure 1,4 km du nord au sud et 3,3 km d’est en ouest.